# Antirrhinum
Antirrhinum L., 1753 è un genere di piante erbacee o arbustive della famiglia delle Plantaginaceae.

## Etimologia
Il nome del genere deriva da alcune parole greche il cui significato è “simile a un muso (o un naso)”, infatti “anti” = simile e “rhin” = naso e fa riferimento alla particolare forma della corolla definita anche "personata". La prima documentazione di questo nome si ha da Joseph Pitton de Tournefort (Aix-en-Provence, 5 giugno 1656 – Parigi, 28 dicembre 1708) un botanico francese; e prima ancora da Teofrasto (371 a.C. – Atene, 287 a.C.) un filosofo e botanico greco antico, discepolo di Aristotele, autore di due ampi trattati botanici. Anche Dioscoride (Anazarbe, 40 circa – 90 circa), medico, botanico e farmacista greco antico che esercitò a Roma ai tempi dell'imperatore Nerone, cita questa pianta affermando che il seme dell'Antirrino mescolato con olio di giglio rende più bella la faccia e la pelle.
Il nome scientifico del genere è stato definito da Linneo (1707 – 1778), conosciuto anche come Carl von Linné, biologo e scrittore svedese considerato il padre della moderna classificazione scientifica degli organismi viventi, nella pubblicazione "Species Plantarum - 2: 612" del 1753.

## Descrizione

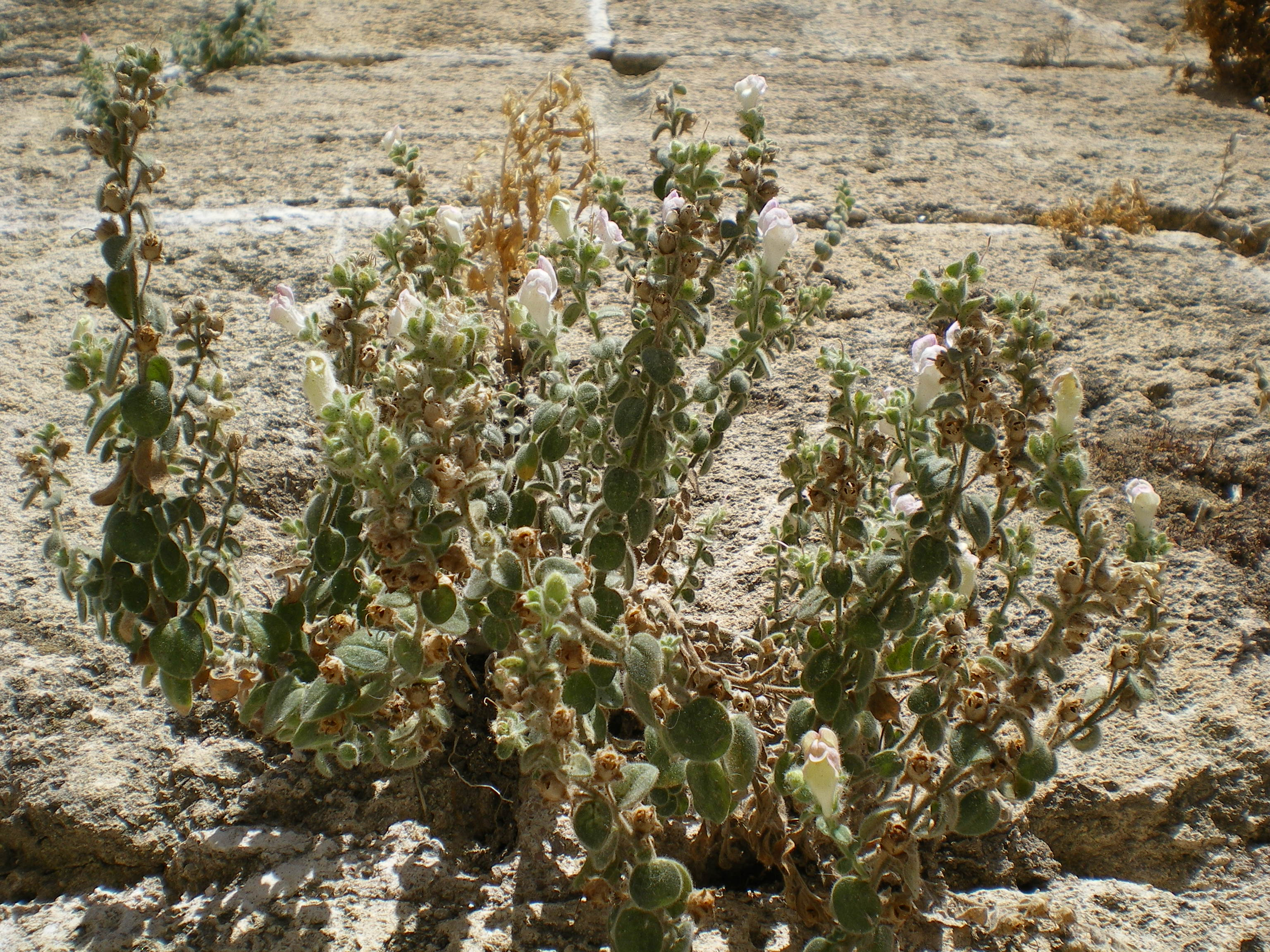
Il portamento
Antirrhinum hispanicum

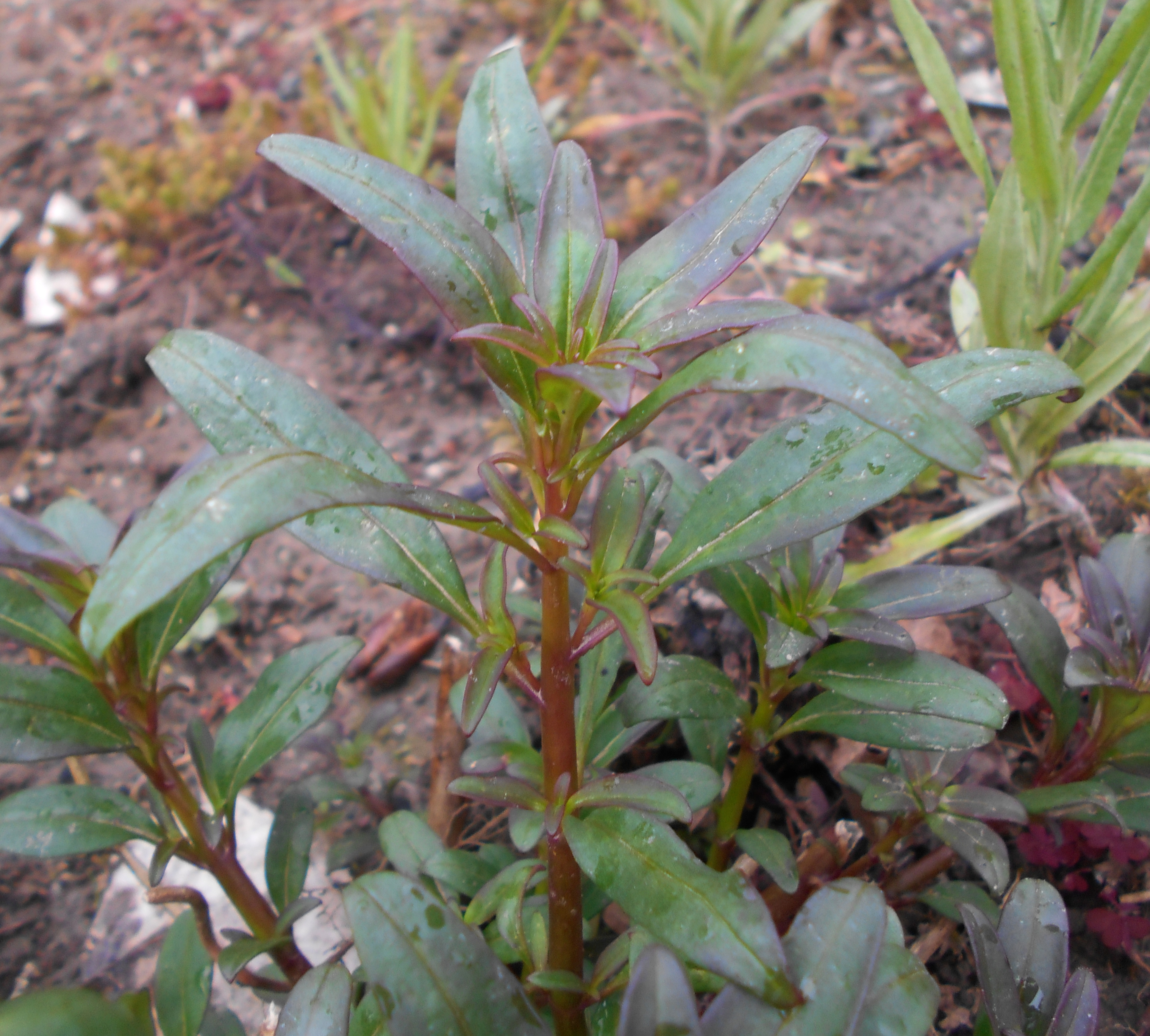
Le foglie
Antirrhinum braun-blanquetii

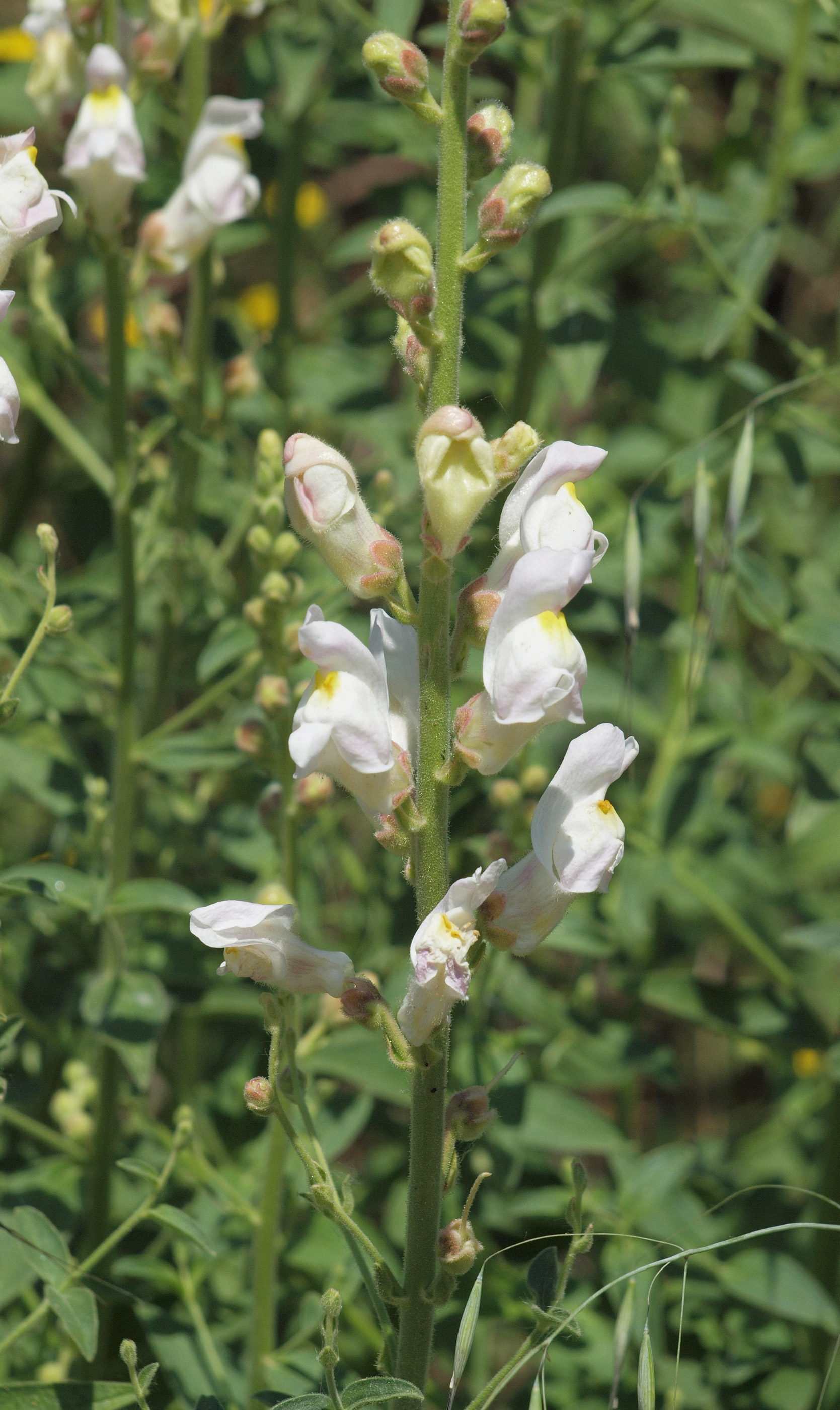
Infiorescenza
Antirrhinum graniticum

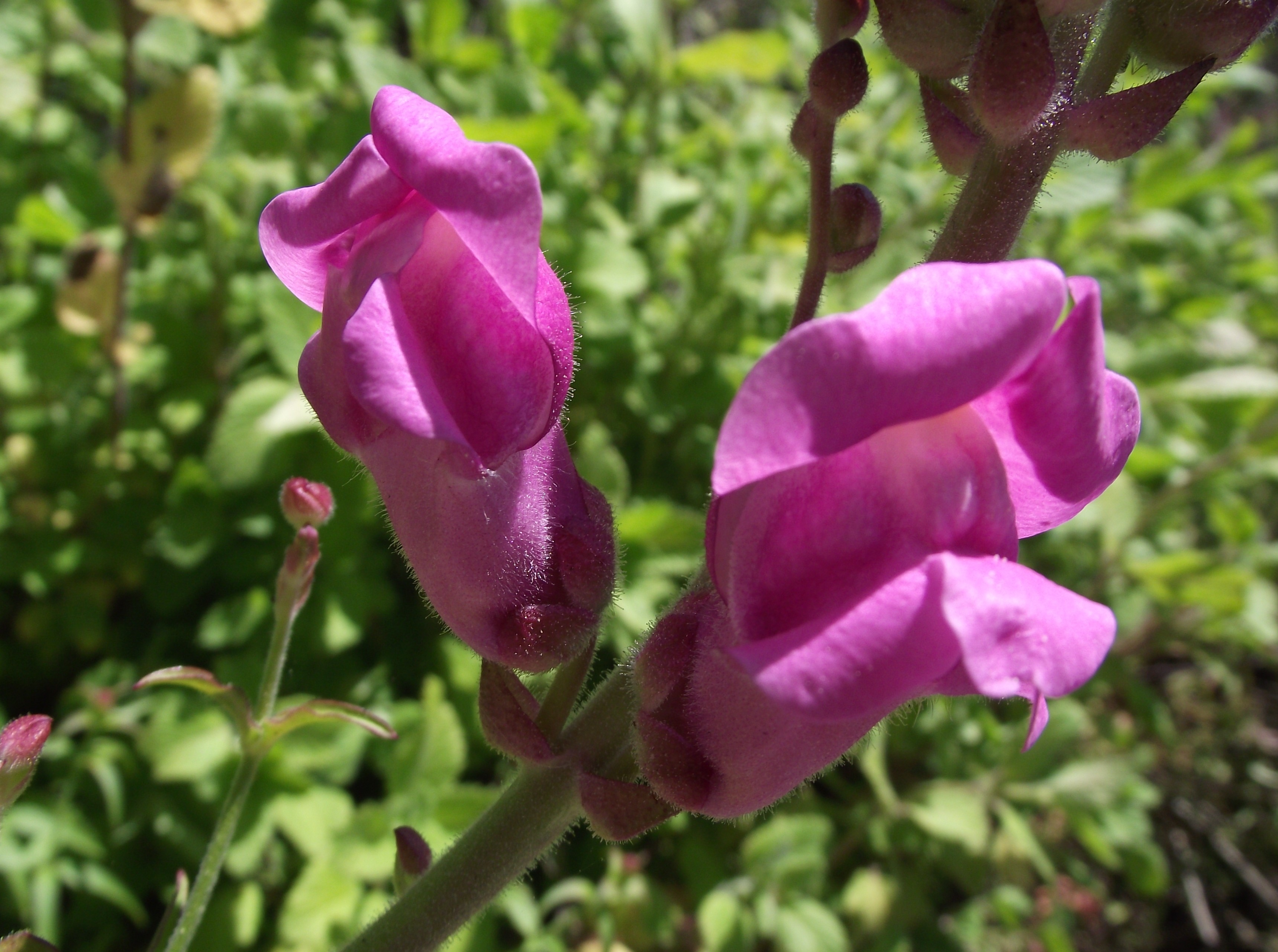
I fiori
Antirrhinum australe

L'aspetto di queste piante è suffruticoso. Nella parte aerea possono essere anche glandulose. La forma biologica prevalente è camefita suffruticosa (Ch frut): sono piante dai fusti legnosi e di dimensioni non troppo grandi che d'inverno si seccano completamente, ma alcune gemme rimangono nella parte aerea della pianta. Arrivano più o meno ad una altezza massima di 1 metro.

### Radici
Le radici sono del tipo a fittone.

### Fusto
Il fusto è eretto, semplice, un po' legnoso nella parte inferiore; mentre in quella superiore è fibroso – carnoso.

### Foglie
Le foglie sono quasi persistenti. La loro inserzione sul fusto è varia: può essere opposta, o alterna o (raramente) verticillata, a volte possono avere anche una disposizione a spirale. Il colore è verde cupo.
- Foglie basali: sono in genere opposte e con forme spatolate; non hanno picciolo (oppure è piccolissimo).
- Foglie cauline: sono sessili, quasi sempre alterne, con forme da ovali a lanceolato–lineari; la lamina ha un contorno intero con superficie pubescente.

### Infiorescenza
Le infiorescenze sono delle dense spighe racemose terminali (solitarie o ascellari), frondose o bratteate. I fiori, grandi e vistosi, sono peduncolati.

### Fiore
- I fiori sono ermafroditi, zigomorfi e tetraciclici (ossia formati da 4 verticilli: calice– corolla – androceo – gineceo) e tetrameri (i verticilli del perianzio hanno 4 elementi).
- Formula fiorale. Per la famiglia di queste piante viene indicata la seguente formula fiorale:

X o * K (4-5), [C (4) o (2+3), A 2+2 o 2], G (2), capsula.
- Il calice, tuboloso-campanulato, più o meno attinomorfo e gamosepalo, è profondamente pentalobato con lobi da subuguali a ineguali (quelli adassiali sono più corti). I lobi hanno delle forme simili a lacinie ovali più piccole della corolla.
- La corolla, gamopetala e tubolare del tipo bilabiato con 4 - 5 lobi patenti, è rigonfia nella parte basale. Il labbro superiore è verticale e bilobato; quello inferiore è trilobato con il lobo mediano aderente al labbro superiore. Una salienza prominente sul labbro inferiore (una protuberanza sacciforme) chiude all'altezza delle fauci la gola della corolla (corolla "personata"). La corolla può avere vari colori: nelle specie spontanee sono porporini, bianchi o gialli ; ma se coltivati si possono avere vari colori: giallo, violetto, rosa, ecc. Il colore si schiarisce al centro del tubo.
- L'androceo è formato da 4 stami didinami tutti fertili. I filamenti sono adnati alla base della corolla e sono inclusi o poco sporgenti. Le antere sono formate da due teche distinte e molto divaricate; la deiscenza è longitudinale attraverso due fessure. I granuli pollinici sono tricolpoporati.
- Il gineceo è bicarpellare (sincarpico - formato dall'unione di due carpelli connati). L'ovario è supero con placentazione assile e forme da ovoidi o globose a suborbicolari. Gli ovuli per loculo sono numerosi, hanno un solo tegumento e sono tenuinucellati (con la nocella, stadio primordiale dell'ovulo, ridotta a poche cellule).[11]. Lo stilo ha uno stigma da capitato a fortemente bilobo. Il disco nettarifero è distinto e presente.

### Frutti
Il frutto è una capsula (ellissoide – ovoidale nella forma) ad inserzione laterale. All'interno i semi sono numerosi, con forme ovali e con la testa alveolato-reticolata oppure crestata. Al momento della maturazione i semi fuoriescono da tre fori che si aprono nella parte superiore del frutto (capsula porocida).

## Biologia
Le specie di questo raggruppamento si riproducono per impollinazione tramite insetti quali imenotteri, lepidotteri o ditteri (impollinazione entomogama) ovvero tramite il vento (impollinazione anemogama).
La dispersione dei semi avviene inizialmente a causa del vento (dispersione anemocora); una volta caduti a terra sono dispersi soprattutto da insetti tipo formiche (mirmecoria).

## Distribuzione e habitat
Le specie di questo genere crescono nell bacino del Mediterraneo (Portogallo, Spagna, Francia, Italia, Algeria, Marocco, Tunisia, Libia, Palestina, Libano, Siria).
Due specie presenti sul territorio italiano si trovano anche sulle Alpi. La tabella seguente mette in evidenza alcuni dati relativi all'habitat, al substrato e alla distribuzione delle specie alpine.
| Specie | Comunità vegetali | Piani vegetazionali | Substrato  | pH     | Livello trofico | H2O   | Ambiente | Zona alpina          |
| --- | ----------------- | ------------------- | ---------- | ------ | --------------- | ----- | -------- | -------------------- |
| Antirrhinum latifolium | 3                 | montano collinare   | Ca - Ca/Si | basico | medio           | secco | C2       | IM SV CN             |
| Antirrhinum majus | 3                 | montano collinare   | Ca - Si    | neutro | medio           | medio | B9 C2    | centrale e orientale |
| Legenda e note alla tabella. Substrato: con “Ca/Si” si intendono rocce di carattere intermedio (calcari silicei e simili). Zona alpina: vengono prese in considerazione solo le zone alpine del territorio italiano (sono indicate le sigle delle province). Comunità vegetali: 3 = comunità delle fessure, delle rupi e dei ghiaioni. Ambienti: B9 = coltivi umani; C2 = rupi, muri e ripari sotto roccia. |                   |                     |            |        |                 |       |          |                      |

## Tassonomia
La famiglia Plantaginaceae comprende 12 tribù, 105 generi e oltre 1 800 specie. Il genere Antirrhinum appartiene alla tribù Antirrhineae e si compone di una ventina di specie.
Il genere fino a poco tempo fa era incluso nella famiglia Veronicaceae o Scrophulariaceae a seconda dei vari Autori. La classificazione APG lo ha collocato tra le Plantaginaceae.
Il numero cromosomico delle specie di questo genere è: 2n = 16.

### Specie
Il genere comprende le seguenti specie:
- Antirrhinum australe Rothm.
- Antirrhinum barrelieri Boreau
- Antirrhinum braun-blanquetii Rothm.
- Antirrhinum charidemi Lange
- Antirrhinum cirrhigerum (Welw. ex Ficalho) Rothm.
- Antirrhinum controversum Pau
- Antirrhinum graniticum Rothm.
- Antirrhinum grosii Font Quer
- Antirrhinum hispanicum Chav.
- Antirrhinum latifolium Mill.
- Antirrhinum linkianum Boiss. & Reut.
- Antirrhinum majus L.
- Antirrhinum martenii (Font Quer) Rothm.
- Antirrhinum meonanthum Hoffmanns. & Link
- Antirrhinum microphyllum Rothm.
- Antirrhinum molle L.
- Antirrhinum onubense (Fern.Casas) Fern.Casas
- Antirrhinum pertegasii Rothm.
- Antirrhinum pulverulentum Lázaro Ibiza
- Antirrhinum rothmaleri (P.Silva) Amich, Bernardos & García-Barriuso
- Antirrhinum sempervirens Lapeyr.
- Antirrhinum siculum Mill.
- Antirrhinum tortuosum Bosc ex Lam.
- Antirrhinum valentinum Font Quer

Sono inoltre stati descritti i seguenti ibridi:
- Antirrhinum × bilbilitanum Güemes & Mateo
- Antirrhinum × chavannesii Rothm.
- Antirrhinum × ferrandopardoi P.P.Ferrer
- Antirrhinum × inexpectans P.P.Ferrer, R.Roselló, E.Laguna & Güemes
- Antirrhinum × kretschmeri Rothm.
- Antirrhinum × montserratii Molero & Romo

### Struttura interna del genere
Il genere è suddiviso nelle seguenti subsezioni e serie:
| Subsezione            | Serie                      | Specie                                                                                   |
| --------------------- | -------------------------- | ---------------------------------------------------------------------------------------- |
| Antirrhinum           | Sicula Rothm.              | A. siculum Miller                                                                        |
| Antirrhinum           | Sicula Rothm.              | A. barrelieri Boreau                                                                     |
| Antirrhinum           | Hispanica Rothm.           | A. graniticum Miller                                                                     |
| Antirrhinum           | Hispanica Rothm.           | A. australe Rothm.                                                                       |
| Antirrhinum           | Antirrhinum                | A. latifolium Miller                                                                     |
| Antirrhinum           | Antirrhinum                | A. majus L.                                                                              |
| Kickxiella Rothm.     | Valentina Rothm.           | A. valentinum Font Quer                                                                  |
| Kickxiella Rothm.     | Valentina Rothm.           | A. subbaeticum Güemes                                                                    |
| Kickxiella Rothm.     | Valentina Rothm.           | A. charidemi Lang                                                                        |
| Kickxiella Rothm.     | Sempervirentia Rothm.      | A. sempervirens Lapeyr.                                                                  |
| Kickxiella Rothm.     | Sempervirentia Rothm.      | A. pulverulentum Lázaro                                                                  |
| Kickxiella Rothm.     | Sempervirentia Rothm.      | A. microphyllum Rothm.                                                                   |
| Kickxiella Rothm.     | Sempervirentia Rothm.      | A. pertegasii Rothm.                                                                     |
| Kickxiella Rothm.     | Mollia Rothm.              | A. molle L.                                                                              |
| Kickxiella Rothm.     | Mollia Rothm.              | A. lopesianum Rothm. (sinonimo di A. molle subsp. lopesianum (Rothm.) P.Silva)           |
| Kickxiella Rothm.     | Rupestria Rothm.           | A. mollissimum (Pau) Rothm (sinonimo di A. hispanicum subsp. mollissimum (Pau) D.A.Webb) |
| Kickxiella Rothm.     | Glutinosa Rothm.           | A. grosii Font Quer                                                                      |
| Kickxiella Rothm.     | Glutinosa Rothm.           | A. hispanicum Chav                                                                       |
| Streptosepalum Rothm. |                            | A. meonanthum Hoffmanns & Link                                                           |
| Streptosepalum Rothm. | A. braun-blanquetii Rothm. |                                                                                          |

### Filogenesi

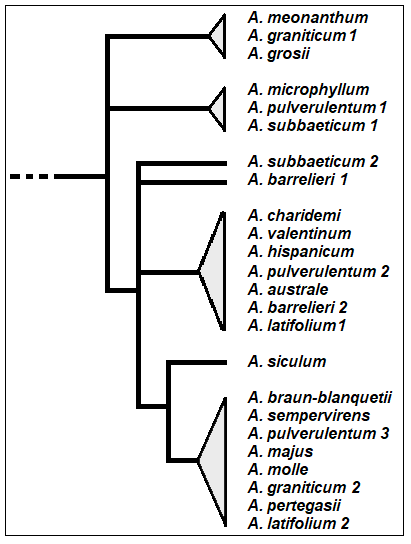
Cladogramma del genere

Le analisi di tipo filogenetico sulle varie specie di questo genere hanno sempre incontrato grosse difficoltà a causa dei diversi eventi di ibridazione anche tra le due principali sottosezioni Antirrhinum e Kickxiella. Tuttavia i vari fenotipi delle due sottosezioni rimangono abbastanza distinti l'uno dall'altro. Questo ad esempio è evidente in due specie che sono simpatriche nella Sierra Nevada del sud-est della Spagna: A. hispanicum (fenotipo della subsez. Kickxiella) e A. barrelieri (fenotipo della subsez. Antirrhinum).
Uno studio filogenetico-geografico specifico dimostra che alcune specie del genere Antirrhinum (A. majus, A. molle e A. sempervirens) hanno colonizzato l'areale dei Pirenei già nel Pliocene sviluppandosi poi nel Pleistocene. Mentre (in mancanza di dati affidabili ricavati dai fossili) la separazione di questo genere dal resto delle Plantaginaceae si stima attorno ai 48 - 38 milioni di anni fa.
Il cladogramma a lato, tratto dallo studio citato e semplificato, mostra una possibile configurazione filogenetica delle varie specie del genere Antirrhinum.

### Specie spontanee italiane
Per meglio comprendere ed individuare le varie specie del genere (solamente per le specie spontanee della flora italiana) l’elenco seguente utilizza in parte il sistema delle chiavi analitiche (vengono cioè indicate solamente quelle caratteristiche utili a distingue una specie dall'altra):
- Le foglie sono 1,5 - 2,5 volte più lunghe che larghe; la corolla è gialla ed è lunga 33 - 48 mm:

- Antirrhinum latifolium Miller, 1768 - Bocca di leone gialla: queste piante arrivano ad una altezza di 5 - 10 dm; il ciclo biologico è perenne; la forma biologica è camefita suffruticosa (Ch frut); il tipo corologico è Nord Ovest Mediterraneo (Steno-mediterraneo); l'habitat tipico sono le rupi e i muri; in Italia è una specie rara e si trova al Nord sul versante tirrenico fino ad una altitudine di 600 m s.l.m..

- Le foglie sono 4 - 6 volte più lunghe che larghe; la corolla è più o meno purpurea ed è lunga 33 - 45 mm:

- Antirrhinum tortuosum Bosc ex Lam., 1797 - Bocca di leone cespugliosa: queste piante arrivano ad una altezza di 5 - 10 dm; il ciclo biologico è perenne; la forma biologica è camefita suffruticosa (Ch frut); il tipo corologico è Ovest Mediterraneo; l'habitat tipico sono le rupi, le pietraie, le macerie e i muri; in Italia è una specie rara e si trova su tutto il territorio fino ad una altitudine di 800 m s.l.m..

- Le foglie sono 10 - 15 volte più lunghe che larghe; la corolla è gialla ed è lunga 18 - 25 mm:

- Antirrhinum siculum Miller, 1768 - Bocca di leone siciliana: queste piante arrivano ad una altezza di 2 - 5 dm; il ciclo biologico è perenne; la forma biologica è camefita suffruticosa (Ch frut); il tipo corologico è Endemico; l'habitat tipico sono le rupi, le macerie e le pietraie; in Italia è una specie comune e si trova al Sud fino ad una altitudine di 500 m s.l.m..

### Alcune specie

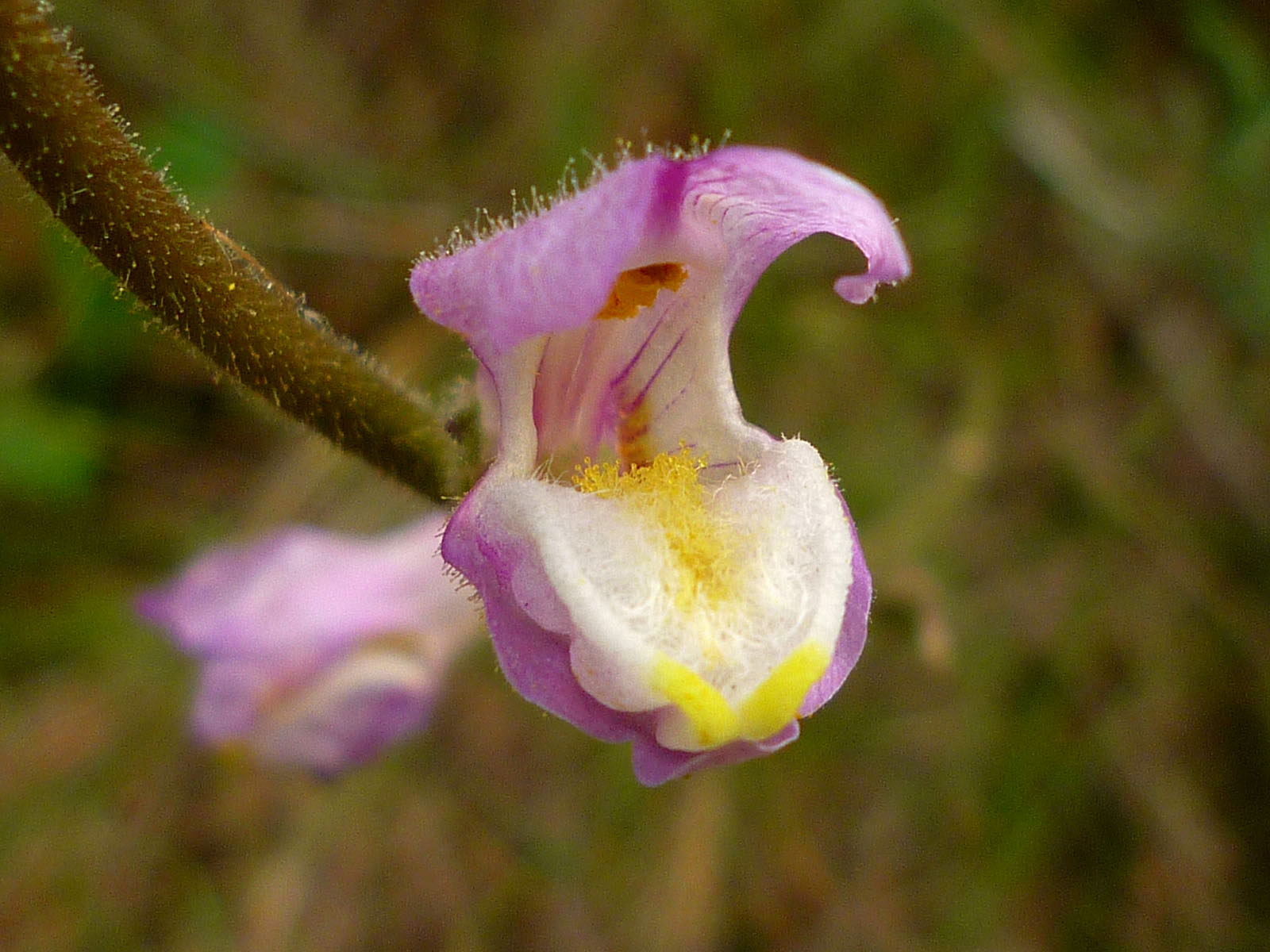
Antirrhinum barrelieri
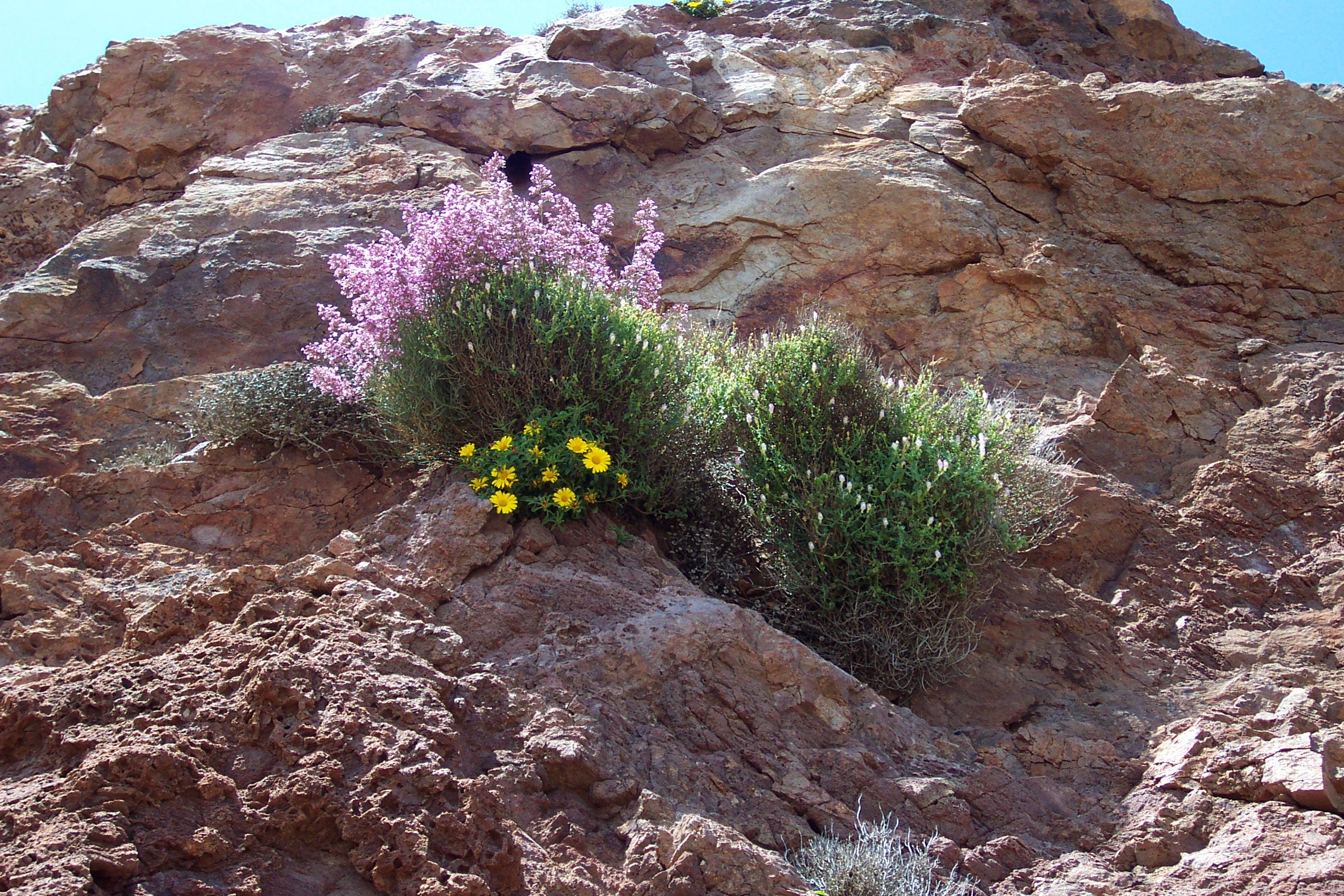
Antirrhinum charidemi
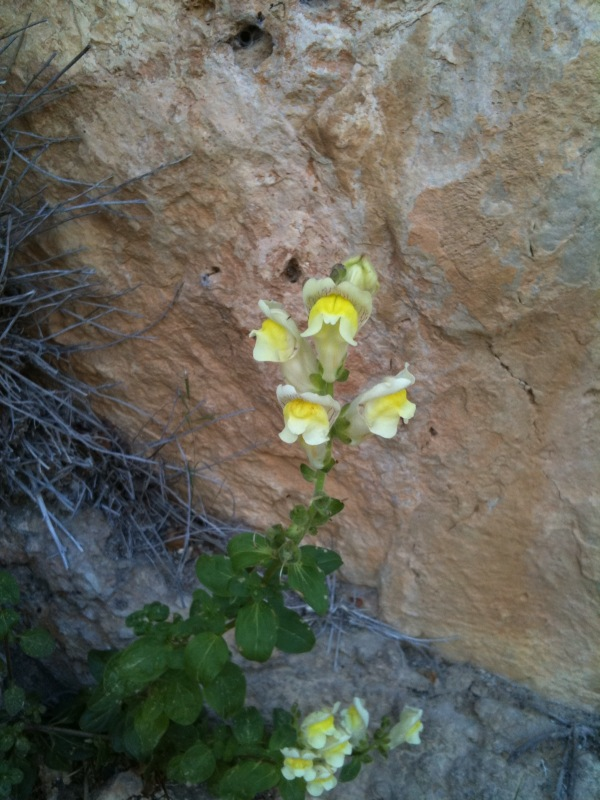
Antirrhinum latifolium
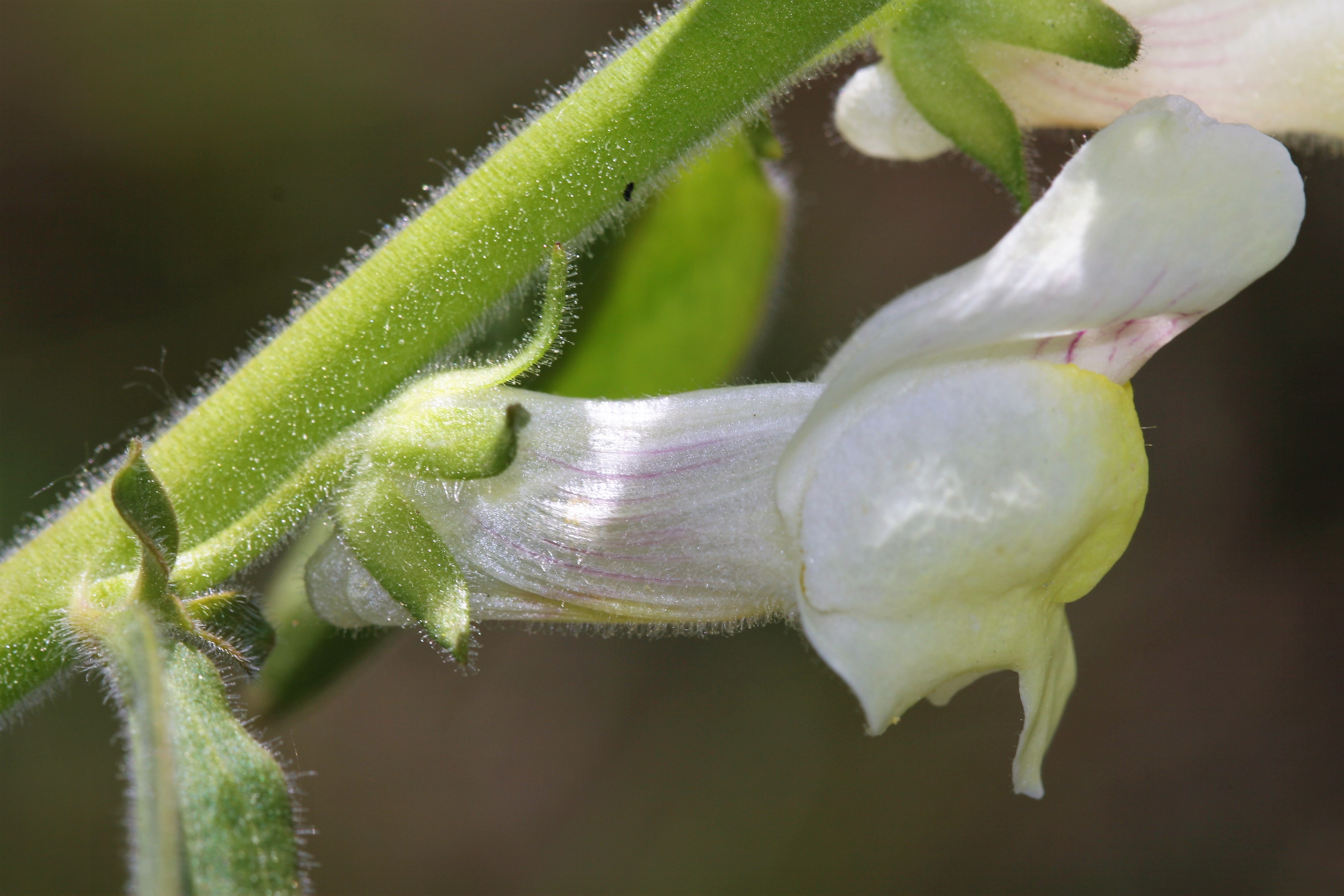
Antirrhinum meonanthum
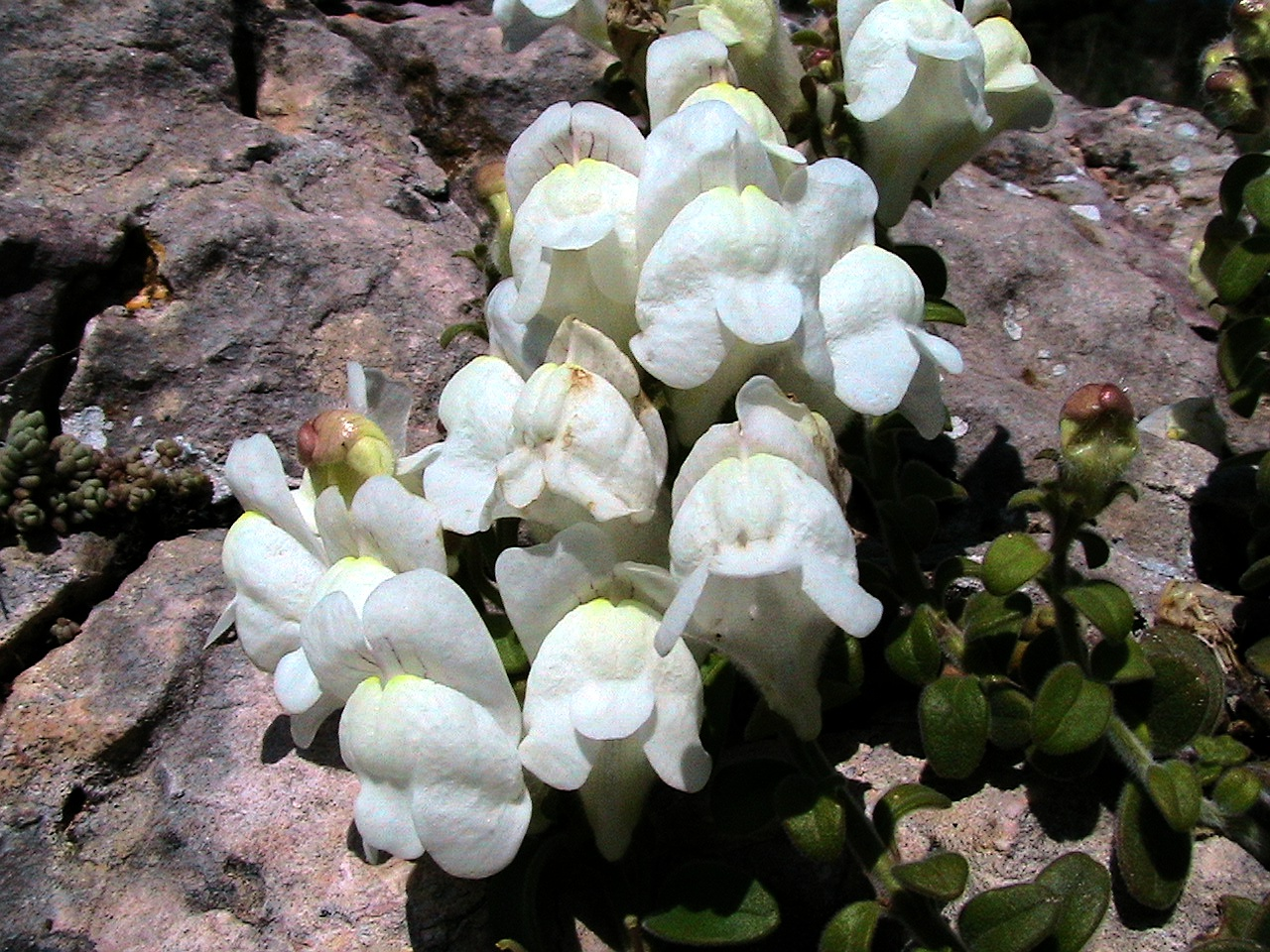
Antirrhinum molle
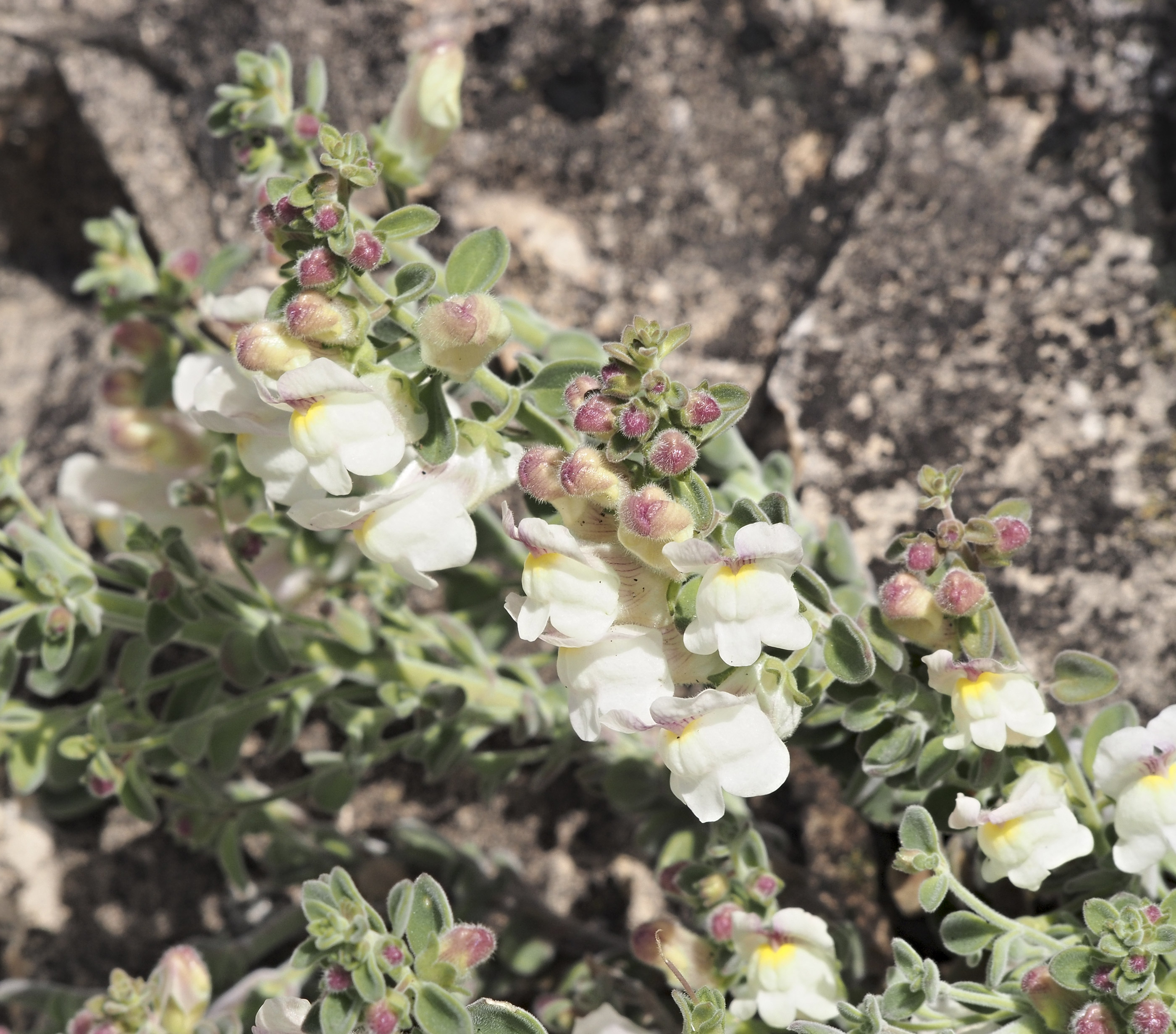
Antirrhinum pulverulentum
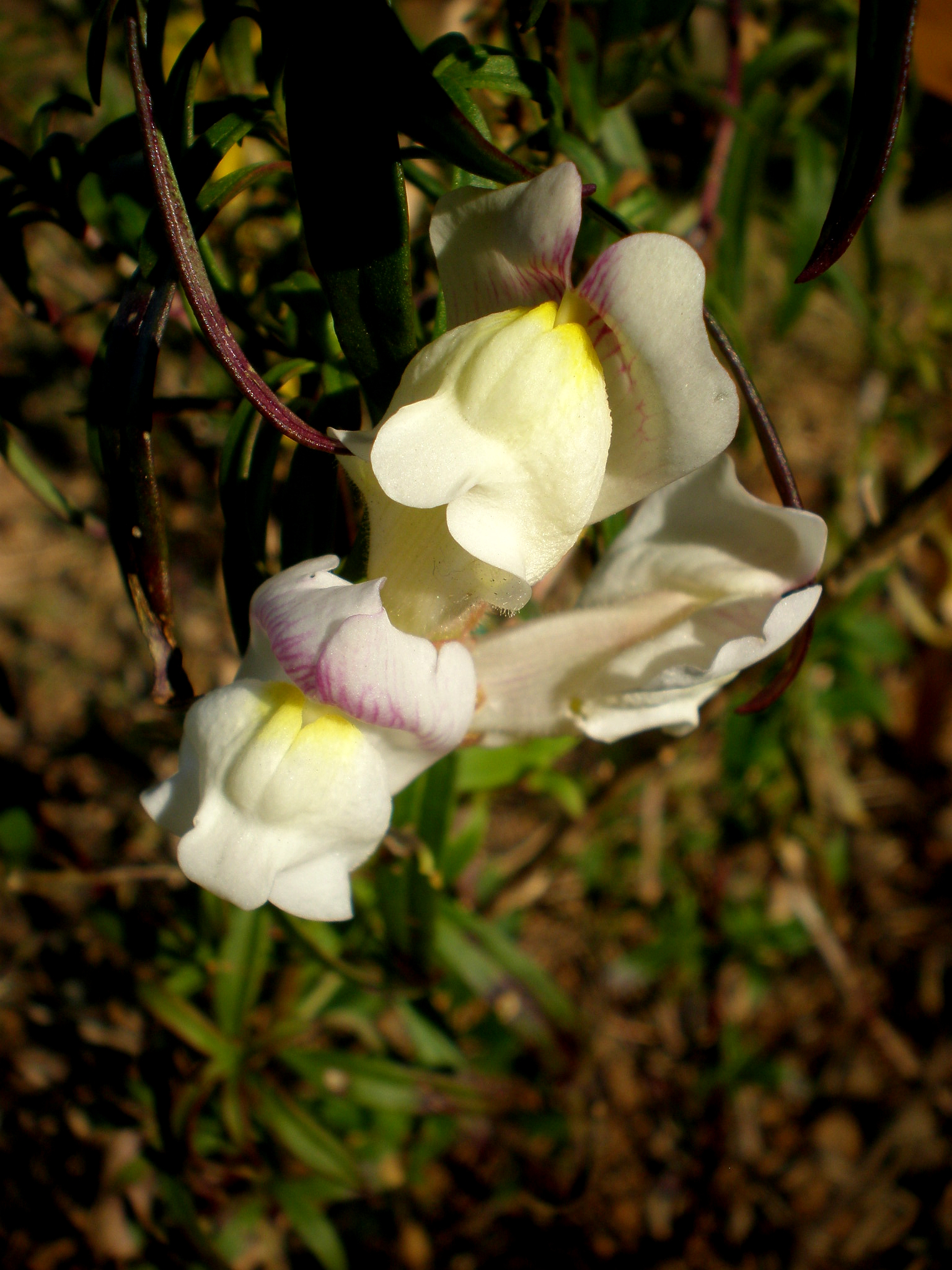
Antirrhinum siculum